# Odugathur
Odugathur (o Odugattur) è una suddivisione dell'India, classificata come town panchayat, di 8.038 abitanti, situata nel distretto di Vellore, nello stato federato del Tamil Nadu. In base al numero di abitanti la città rientra nella classe V (da 5.000 a 9.999 persone).

## Geografia fisica
La città è situata a 12° 46' 0 N e 78° 54' 0 E e ha un'altitudine di 370 m s.l.m..

## Società

### Evoluzione demografica
Al censimento del 2001 la popolazione di Odugathur assommava a 8.038 persone, delle quali 3.974 maschi e 4.064 femmine. I bambini di età inferiore o uguale ai sei anni assommavano a 894, dei quali 434 maschi e 460 femmine. Infine, coloro che erano in grado di saper almeno leggere e scrivere erano 5.118, dei quali 2.912 maschi e 2.206 femmine.